# Municipio Santiago el Pinar
Koordinaten: 16° 56′ 0″ N, 92° 43′ 0″ W
Santiago el Pinar ist ein Municipio im mexikanischen Bundesstaat Chiapas. Das Municipio hat etwa 3.200 Einwohner und eine Fläche von 16,6 km². Verwaltungssitz und größter Ort des Municipios ist das gleichnamige Santiago el Pinar.

## Geographie
Das Municipio Santiago el Pinar liegt zentral im mexikanischen Bundesstaat Chiapas auf Höhen zwischen 800 m und 2100 m. Es zählt zur Gänze zur physiographischen Provinz der Sierra Madre de Chiapas und liegt vollständig in der hydrologischen Region Grijalva-Usumacinta. Die Geologie des Municipios wird zu 45,6 % von schluffigem Sandstein bestimmt bei 41,8 % Sandstein-Lutit und 12,6 % Kalkstein; vorherrschende Bodentypen sind der Phaeozem (87,5 %) und Alisol (12,5 %). Gut 60 % der Gemeindefläche sind bewaldet, 37 % dienen dem Ackerbau.
Das Municipio Santiago el Pinar grenzt an die Municipios Aldama und Larráinzar.

## Bevölkerung
Beim Zensus 2010 wurden im Municipio 3245 Menschen in 641 Wohneinheiten gezählt. Davon wurden 2815 Personen als Sprecher einer indigenen Sprache registriert, darunter 2606 Sprecher des Tzotzil. Über 38 Prozent der Bevölkerung waren Analphabeten. 679 Einwohner wurden als Erwerbspersonen registriert, wovon knapp 95 % Männer bzw. 0,6 % arbeitslos waren. Knapp 70 % der Bevölkerung lebten in extremer Armut.

## Orte
Das Municipio Santiago el Pinar umfasst 13 bewohnte localidades, von denen nur der Hauptort vom INEGI als urban klassifiziert ist. Nur ein Ort beim Zensus 2010 eine Einwohnerzahl von über 500 auf, drei Orte hatten weniger als 100 Einwohner. Die größten Orte sind:
| Ort               | Einwohner |
| Santiago el Pinar | 1072      |
| Nínamo            | 0486      |
| Choyo             | 0383      |